# Долорес (Уругвай)
Долорес (исп. Dolores) — город в юго-западной части Уругвая, на западе департамента Сорьяно.

## География
Расположен на южном берегу реки Сан-Сальвадор, примерно в 20 км от места её впадения в реку Уругвай. Через город проходят национальные шоссе № 21 и № 96.

## История
Долорес был основан в сентябре 1801 года. Получил статус города (Ciudad) 26 ноября 1923 года.

## Население
Население города по данным на 2011 год составляет 17 174 человека.
| Год  | Население |
| ---- | --------- |
| 1908 | 1963      |
| 1963 | 12 480    |
| 1975 | 13 322    |
| 1985 | 13 084    |
| 1996 | 14 784    |
| 2004 | 15 753    |
| 2011 | 17 174    |

Источник: Instituto Nacional de Estadística de Uruguay

## Города-побратимы
- Долорес, Испания